# K̛
Cette page contient des caractères spéciaux ou non latins. S’ils s’affichent mal (▯, ?, etc.), consultez la page d’aide Unicode.
K̛ (minuscule : k̛), appelé K cornu, est une lettre additionnelle latine, utilisée dans la translitération ISO 11940 du thaï.
Il s’agit de la lettre K diacritée d’un cornu.

## Utilisation
Dans la norme ISO 11940 de romanisation du thaï, le k cornu est utilisé dans le digramme ‹ k̛h › translittérant l’ancienne lettre kho khon ‹ ฅ ›.

## Représentations informatiques
Le K cornu peut être représenté avec les caractères Unicode suivants (latin de base, diacritiques), :
| forme     | représentation | chaîne de caractères | point de code  | description                                  |
| --------- | -------------- | -------------------- | -------------- | -------------------------------------------- |
| capitale  | K̛              | K◌̛                   | U+004B, U+031B | lettre majuscule latine s, diacritique cornu |
| minukcule | k̛              | k◌̛                   | U+006B, U+031B | lettre minuscule latine k, diacritique cornu |